# Мицукосимаэ (станция)
Станция Мицукосимаэ (яп. 三越前駅 мицукоси маэ эки) — железнодорожная станция на линиях Хандзомон и Гиндза, расположенная в специальном районе Тюо в Токио. Станция обозначена номером G-12 на линии Гиндза и Z-09 на линии Хандзомон. Была открыта 29 апреля 1932 года. На станции установлены автоматические платформенные ворота.

## Планировка станции
Два платформы островного типа и 4 пути.
| 1 | ○ Линия Гиндза    | Гиндза, Акасака-Мицукэ, Сибуя |
| 2 | ○ Линия Гиндза    | Уэно, Асакуса                 |
| 3 | ○ Линия Хандзомон | Отэмати, Сибуя, Тюо-Ринкан    |
| 4 | ○ Линия Хандзомон | Осиагэ, Куки, Минами-Курихаси |

## Близлежащие станции
| «         |  | Линия           |  | »           |
| --------- |  | --------------- |  | ----------- |
| Нихонбаси |  | Линия Гиндза    |  | Канда       |
| Отэмати   |  | Линия Хандзомон |  | Суйтэнгумаэ |

## История
Станция была открыта 29 апреля 1932 года как южная конечная станция линии Гиндза. 24 декабря того же года линия была продлена дальше до станции Кёбаси. Платформы линии Хандзомон были открыты 26 января 1989 года в качестве конечной станции линии, 28 ноября 1990 года линия была продлена до станции Суйтэнгумаэ. Станционные сооружения были унаследованы Tokyo Metro после приватизации Управления скоростного транспорта Тэйто (TRTA) в 2004 году.